# Varvsbron, Norrköping
Varvsbron är en cykel- och gångbro över Motala ström i Norrköping. Den ligger i Inre hamnen och går mellan stadsdelarna Saltängen och Sylten. Den är konstruerad som en öppningsbar klaffbro. Den har en frihöjd på omkring 1,3 meter.
Bron invigdes 2023. Den består av två fasta brodelar samt en öppningsbar broklaff med överliggande motvikt, en så kallad "holländsk klaff" på 40 ton och den totala vikten på bron är 124 ton. Den tillverkades av Lecor stålteknik i Kungälv.
Varvsbron har sitt namn efter Gamla varvet med flera varv som legat norr och söder om brofästena.